# Bá tước xứ Devon
Bá tước xứ Devon (tiếng Anh: Earl of Devon) là tước hiệu thuộc Đẳng cấp quý tộc Anh, được tạo ra nhiều lần trong lịch sử, và người sở hữu đầu tiên (sau Cuộc xâm lược Anh của người Norman năm 1066) là de Redvers (bí danh de Reviers, Revieres, v.v.), và sau này là Courtenays. Không nên nhầm lẫn với tước hiệu Bá tước xứ Devonshire, cùng với tước hiệu Công tước xứ Devonshire, được nắm giữ bởi gia tộc Cavendish của Nhà Chatsworth, Derbyshire, dù tên gọi tước hiệu đều đến từ một đơn vị hành chính.
Bá tước Devon được xem là người nhà thân cận và đồng minh đắc lực của các vị vua thuộc Vương tộc Plantagenet, đặc biệt là Vua Edward III, Vua Richard II, Vua Henry IV và Vua Henry V, vì thế mà Bá tước Devon bị Nhà Tudor nghi ngờ về lòng trung thành, có lẽ một phần vì William Courtenay, Bá tước thứ nhất của Devon (1475–1511), đã kết hôn với Công chúa Catherine của York, con gái nhỏ của Vua Edward IV, đưa Bá tước xứ Devon tiến rất gần đến đường kế vị ngai vàng nước Anh. Trong suốt thời kỳ Tudor, tất cả Bá tước xứ Devon cuối cùng đều bị kết tội trừ bá tước cuối cùng. Khi ông chết mà không lập gia đình, người ta cho rằng tước hiệu đã bị thu hồi vì tuyệt tự dòng nam, nhưng một người anh em họ rất xa của Courtenay, sống ở Powderham, có tổ tiên chung là Hugh de Courtenay, Bá tước thứ 2 của Devon (mất năm 1777), bảy thế hệ trước Bá tước này, đã tuyên bố lấy lại thành công tước hiệu vào năm 1831. Trong thời kỳ danh hiệu bá tước bị thu hồi, các Bá tước Devon theo luật định, đã nhận các tước hiệu Nam tước và sau đó là Tử tước của Courtenay.
Trong thời gian này, một tước hiệu có tên Bá tước xứ Devonshire đã được tạo ra hai lần, lần đầu tiên được trao cho Charles Blount, Nam tước thứ 8, người không có con hợp pháp để kế thừa, nên tước vị bị thu hồi. Lần thứ hai tước vị được tạo ra và trao cho gia tộc Cavendish và tuyền lại cho đến nay với tước hiệu Công tước xứ Devonshire. Không giống như các Công tước xứ Devonshire, tọa lạc tại Derbyshire, các Bá tước Devon có mối liên hệ chặt chẽ với hạt Devon. Chỗ ở của họ là Lâu đài Powderham, gần Starcross, River Exe.
Bá tước Devon đã không kế thừa danh hiệu Nam tước xứ Courtenay hoặc Tử tước Courtenay xứ Powderham (1762–1835); tuy nhiên, người thừa kế Bá tước sẽ được phong là Lãnh chúa Courtenay.